# Emil Worni
Emil «Miggel» Worni (* 18. November 1926 in Zürich; † 17. April 2021 in Wangen-Brüttisellen) war ein Schweizer Handballspieler.

## Karriere
Worni gehörte zum Aufgebot der Schweizer Feldhandballnationalmannschaft bei den Weltmeisterschaften 1948 in Frankreich und 1952 in der Schweiz. Er gewann mit der Mannschaft beide Male die Bronzemedaille. Neben den Feldhandballländerspielen bestritt er zwei Hallenhandballländerspiele.
1973 spielte er im Alter von 50 Jahren immer noch Feldhandball.

## Privates
1952 heiratete er die Italienerin Angioletta «Lalla» Grospietro. 1955 kam der gemeinsame Sohn zur Welt. Seit 1975 lebten sie in Wangen-Brüttisellen. Worni arbeitete als Produktmanager im Bereich Anwendungstechnik bei der Meynadier & Cie. Er blieb auch nach seiner Pensionierung aktiv und engagierte sich bis zum 80. Lebensjahr als Rotkreuzfahrer sowie in der Alterskommission 60+ von Wangen-Brüttisellen.
Er starb am 17. April 2021 im Alter von 94 Jahren.